# اولوگاتاگ
اولوگاتاگ (به لاتین: Ullugatag) یک منطقهٔ مسکونی در روسیه است که در داغستان واقع شده‌است.